# Piotr Czaja (scenarzysta)
Piotr Czaja – polski scenarzysta i recenzent filmowy, dziennikarz i podróżnik, propagator historii.

## Życiorys
Jest współtwórcą scenariusza filmu Kac Wawa, za który w 2012 roku został nominowany do Złotej Kaczki, nagrody miesięcznika „Film”, w kategorii „najlepszy scenariusz”. Za ten sam scenariusz w 2013 roku otrzymał antynagrodę filmową Węża 2012. Jest autorem scenariusza do filmu Na układy nie ma rady, za który został nominowany do antynagrody filmowej Węża 2017. Był konsultantem historycznym i scenariuszowym filmu Dywizjon 303. Historia prawdziwa.
Jest historykiem i propagatorem historii lotnictwa oraz organizatorem inscenizacji historycznych. W 2012 roku wraz ze swoja grupą rekonstrukcyjną promował Poznań jako gospodarza Euro 2012 podczas Natale di Roma.